# Ağayrı
Ağayrı är en ort i Azerbajdzjan. Den ligger i distriktet Biläsuvar, i den sydöstra delen av landet, 150 kilometer sydväst om huvudstaden Baku. Antalet invånare är 2 187.
Terrängen runt Ağayrı är platt. Närmaste större samhälle är distriktshuvudorten Biläsuvar, 8,6 kilometer sydost om Ağayrı.
Trakten runt Ağayrı består till största delen av jordbruksmark. Runt Ağayrı är det ganska glesbefolkat, med 48 invånare per kvadratkilometer.